# Micarea tuberculata
Micarea tuberculata är en lavart som först beskrevs av Sommerf., och fick sitt nu gällande namn av R. A. Anderson. Micarea tuberculata ingår i släktet Micarea och familjen Pilocarpaceae.  Arten är reproducerande i Sverige. Inga underarter finns listade i Catalogue of Life.